# Вилхелм II фон Йотинген-Валерщайн-Шпилберг
Вилхелм II фон Йотинген-Валерщайн-Шпилберг (на немски: Wilhelm II von Oettingen-Wallerstein-Spielberg; * 1544; † 14 октомври 1602 във Валерщайн) е граф на Йотинген-Валерщайн в Швабия, Бавария и на Шпилберг (близо до Гунценхаузен в Средна Франкония).
Графовете на Йотинген получават през 1363 г. замък Шпилберг, след измирането на графовете на Труендинген.
Вилхелм II фон Йотинген-Валерщайн-Шпилберг е най-големият син на граф Фридрих V фон Йотинген-Йотинген-Валерщайн (1516 – 1579) и съпругата му графиня Еуфемия фон Йотинген-Флохберг (1523 – 1560), наследничка на Валерщайн, дъщеря на граф Мартин фон Йотинген-Флокберг-Валерщайн (1500 – 1549) и Анна фон Лойхтенберг (1506 – 1555). Брат е на Фридрих IX (1556 – 1615), граф на Йотинген-Шпилберг.
Вилхелм II фон Йотинген-Валерщайн-Шпилберг се жени на 13 януари 1564 г. в Мюнхен за графиня Йохана фон Хоенцолерн-Зигмаринген (* 23 юни 1548; † 22 февруари 1604), дъщеря на граф Карл I фон Хоенцолерн и Анна фон Баден-Дурлах.
Сестра му Евфросина (1552 – 1590) се омъжва на 18 януари 1569 г. в Мюнхен за граф Карл II фон Хоенцолерн-Зигмаринген (1547 – 1606), братът на съпругата му Йохана.
Линията Йотинген-Шпилберг е образувана от Йотинген-Валерщайн през 1623/1694 г. и получава през 1731 г. след измирането на линията Йотинген-Йотинген една трета от техните собствености. През 1734 г. линията Йотинген-Шпилберг е издигната на князе. До днес линията на Шпилбергите притежават дворец Йотинген, замък Шпилберг (от 1363) и дворец Хиршбрун.

## Деца
Вилхелм II фон Йотинген-Валерщайн-Шпилберг и графиня Йохана фон Хоенцолерн-Зигмаринген имат 21 деца:
- Албрехт (16 септември 1565 – 17 ноември 1565)
- Якобея (*/+ 23 март 1567)
- Анна (19 март 1568 – 13 февруари 1589)
- Маргарета (* 1 юни 1569)
- Вилхелм III (10 септември 1570 – 1600), граф на Йотинген-Шпилберг, женен на 2 октомври 1589 г. за Елизабет Фугер графиня цу Кирхберг и Вайсенхорн (10 юни 1570 – 12 март 1596)
- Катарина (25 октомври 1571 – 1572)
- Волфганг III (26 май 1573 – 7 септември 1598 във Виена), граф на Йотинген-Валерщайн, женен 1595 г. за Йохана де Мол (1 юни 1574 в Брюксел – 11 ноември 1614)
- Мартин (7 март 1574 – 14 януари 1587)
- Карл (28 август 1575 – 23 юли 1593 в Антверпен)
- Фридрих (6 ноември 1576 – 9 август 1581/23 юли 1593)
- Улрих (13 февруари 1578 – 30 септември 1605 в Комаром, Унгария), граф на Йотинген-Валерщайн, женен на 25 януари 1604 г. в Аугсбург за Барбара Фугер фрайин цу Кирхберг и Вайсенхорн (7 ноември 1577 – 4 май 1618)
- Мария Салома (5 април 1579 – 10 юни 1579)
- Сидония (21 август 1580 – 12 март 1582)
- Мария (10 януари 1582 – 13 март 1647), омъжена на 1 февруари 1616 г. за граф Карл Лудвиг фон Зулц (9 август 1560 – 29 септември 1616)
- Анна Якобея (8 септември 1583 – 22 септември 1583)
- Ернст I (24 октомври 1584 – 18 май 1626), граф на Йотинген-Балдерн, женен на 20 септември 1608 г. във Визенщайг за графиня Катарина фон Хелфенщайн-Визенщайг (9 декември 1589 – 12 януари 1638 в Бохемия)
- Евфросина (* 10 ноември 1585)
- Маргарета (* ок. 1586)
- Албрехт (1587 – 1593)
- Мария Якобея (ок. 1588 – 1595)
- Елизабет (* ок. 1589 – 1595)